# Thomas de Beauchamp, XI conte di Warwick

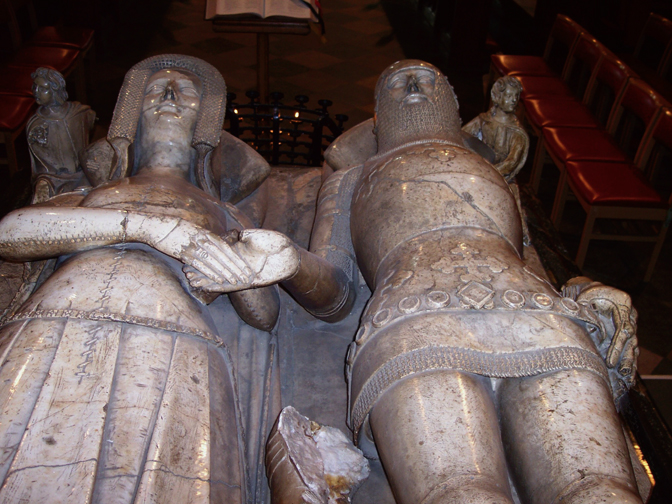
Tomba di Thomas de Beauchamp

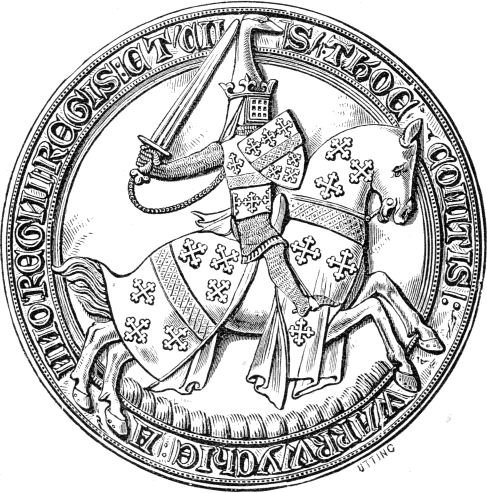
Sigillo del conte Thomas de Beauchamp

Thomas de Beauchamp (Castello di Warwick, 14 febbraio 1313 – Calais, 13 novembre 1369) fu l'undicesimo conte di Warwick.

## Biografia
Era figlio di Guy de Beauchamp, X conte di Warwick e di Alice de Toeni
Fu un attivo membro dell'esercito reale: combatté in Scozia nel 1330 e nel 1337 divenne comandante.
Nel 1333 ereditò il governo del Worcestershire e nel 1344 anche quello del Warwickshire e del Leicestershire, titoli che mantenne per tutta la vita.
Nel 1348 fu tra i fondatori, e ne divenne il terzo cavaliere, dell'Ordine della Giarrettiera.
Partecipò alla Guerra dei cent'anni e fu tra i comandanti che riportarono la vittoria nelle battaglie di Crécy e di Poitiers.
Iniziò la ricostruzione della Chiesa di Santa Maria a Warwick, finanziandola col riscatto chiesto per un arcivescovo francese fatto prigioniero.
Nel 1346 iniziò l'assedio di Calais ma morì di peste prima di vederne la vittoria da parte delle truppe inglesi.

## Matrimonio e discendenza
Thomas sposò Katherine Mortimer, figlia di Ruggero Mortimer, I conte di March.
La coppia ebbe quindici figli:
- Guy (?-28 aprile, 1360). Aveva due figlie naturali che vennero escluse dalla successione dal nonno: Elizabeth (?-1369) e Katherine, che divenne suora;
- Thomas (1337-1401), che succedette al padre ed ereditò la maggior parte della sua proprietà;
- Reinbrun, (?-1361);
- William (c.1343-1411), che ereditò Abergavenny e sposò Joan FitzAlan;
- Roger (?-1361);
- Maud (?-1403), che sposò Roger de Clifford, V barone di Clifford;
- Philippa (?-?) che sposò Hugh de Stafford, II conte di Stafford;
- Alice (?-1383), che sposò prima John Beauchamp, III barone Beauchamp e poi Sir Matthew Gournay;
- Joan (?-?), che sposò Ralph Basset, IV barone Basset di Drayton;
- Isabel (?-1416) che sposò prima John le Strange, V barone Strange, e poi William de Ufford, II conte di Suffolk . Dopo la morte di quest'ultimo divenne suora.
- Margaret (?-?), che sposò Guy de Montfort e dopo la sua morte si fece suora;
- Elizabeth (?-?), moglie di Thomas de Ufford;
- Anne (?-?), che sposò Walter de Cokesey;
- Juliana (?-?);
- Katherine (?-?), che divenne monaca a Shouldham.